# Y/o
y/o es una conjunción disyuntiva no estándar utilizada para indicar que una o más de las opciones mencionadas pueden ocurrir. Funciona igual que la "o" inclusiva en lógica; y habría sido inventada con el propósito de eliminar la supuesta ambigüedad que existe en el uso coloquial de la "o".
Dicha construcción ha sido empleada en documentos oficiales, legales y comerciales desde mediados del siglo XIX, y su uso se amplió en el siglo XX. Sin embargo, ha sido criticada por muchas guías de estilo, incluyendo "The Elements of Style" de William Strunk Jr. y E.B. White, por considerarla poco elegante y en algunos casos ambigua.

No aclares porque oscurece...
Dicho popular

## Alternativas
Se han propuesto dos alternativas al uso de "y/o". La primera, cuando se trata dos elementos solamente, es reemplazar "A y/o B" por "A, B o ambos" para resolver la ambigüedad, si realmente es necesario. La segunda consiste simplemente en elegir entre "y" u "o", dependiendo del contexto.

## Exclusividad mutua
La conjunción "o" no implica exclusividad mutua por sí misma. Para explicitar la exclusividad mutua, puede optarse por "o A, o B", por "o bien A, o bien B" o incluso por algo aún más explícito como "A o B, pero no ambos". Por ejemplo: "el comió, o (bien) torta, o (bien) brownies" indica apropiadamente que las opciones son mutuamente excluyentes. Si el sentido en el que deba entenderse la "o" es claramente exclusivo debido al contexto, entonces explicitar la exclusividad es innecesario.

## Críticas
Diversos manuales critican fuertemente la frase por considerarla "fea", "sibilina" y "peligrosa". William Strunk, Jr., y E.B. White, en "The Elements of Style", afirman que "y/o" es "un recurso o atajo que daña una oración y a menudo conduce a confusión o ambigüedad". Roy H. Copperud, en "A Dictionary of Usage and Style", señala que la frase es "objetable para muchos, que la consideran parte del lenguaje jurídico".

### Críticas legales
La conjunción ha sido objeto de críticas en tribunales tanto estadounidenses como británicos. Diversos jueces la han calificado como una "moda extraña", un "símbolo que destruye la precisión" y "sin sentido". En una opinión de la Corte Suprema de Wisconsin de 1935, el juez Chester A. Fowler se refirió a ella como "esa cosa desconcertante, sin nombre, esa monstruosidad verbal de dos caras, ni palabra ni frase, el hijo de un cerebro de alguien demasiado perezoso o demasiado tonto para saber lo que quería decir". La Corte Suprema de Kentucky la ha definido como "una muletilla conjuntiva-disyuntiva propia de los pensadores descuidados". Finalmente, la Corte Suprema de Florida ha denunciado el uso de "y/o", afirmando que: 

...nos posicionamos con esa distinguida compañía de abogados que han condenado su uso. Es uno de esos barbarismos inexcusables que fueron engendrados por la indolencia, y condenados por la indiferencia, y no tiene más cabida en la jerga legal que el vernáculo del tío Remus en las Sagradas Escrituras. No logro adivinar cómo se ha vuelto corriente una jerga tan insensata. El que la acuñó ciertamente no apreciaba el inglés jurídico conciso y escueto.
Cochrane v. Fla. E. Coast Rwy. Co., 145 So. 217 (1932). See also Henry P. Trawick, Jr., Florida Practice & Procedure § 6:7 (2011–2012).

Algunas autoridades han señalado que es una buena forma de aclarar la inclusividad. Kenneth Adams, profesor de la Facultad de Derecho de la Universidad de Pensilvania, y Alan S. Kaye, profesor de lingüística en la Universidad Estatal de California, proclaman que: "Después de todo, tiene un significado específico: A y/o B significa A o B o ambos". Sin embargo, los autores afirman que no debería utilizarse en el lenguaje prescriptivo.
La eminencia jurídica Bryan A. Garner afirma que el uso del término es particularmente dañino en la redacción jurídica porque, en un contrato, un lector de mala fe puede elegir lo que le convenga, alguna de las opciones o ambas. Los tribunales llamados a interpretación han aplicado una amplia variedad de estándares, sin haberse llegado nunca a establecerse ningún consenso.